# Liste der Flaggen und Wappen von De-facto-Regimen
Diese Liste der Flaggen und Wappen von De-facto-Regimen enthält aktuell existente staatliche oder staatsähnliche Gebilde, die de facto durch eine dauerhafte hoheitsförmige Gewalt einen Grad an Stabilität und Unabhängigkeit erreicht haben, der dem eines international anerkannten Staates gleichkommt, denen eine solche Anerkennung der Souveränität jedoch (weitgehend) verweigert wird.
Listen von Nationalflaggen und -wappen der völkerrechtlich voll souveränen Staaten finden sich unter Liste der Nationalflaggen und derer der Nationalwappen. Flaggen und Wappen von abhängigen, nichtselbstständigen Territorien finden sich unter der Liste der Flaggen und Wappen nichtselbständiger Gebiete.

## Aktuelle De-facto-Regimes mit eigenem Territorium
| Politische Einheit                      | Flagge        | Wappen Siegel | Bemerkungen |
| --------------------------------------- | ------------- | ------------- | --- |
| Republik China                          | ChinaTaiwan   | ChinaTaiwan   | Die Republik China wurde 1912 gegründet. Sie beansprucht ganz China, besteht heute jedoch nur auf Taiwan. Sie wird derzeit von 16 Mitgliedstaaten der Vereinten Nationen und dem Heiligen Stuhl anerkannt. |
| Demokratische Arabische Republik Sahara | Westsahara    | Westsahara    | Die Demokratische Arabische Republik Sahara, die 1976 ihre Unabhängigkeit vom Königreich Spanien erklärte und deren Staatsgebiet vom Königreich Marokko beansprucht wird, wird derzeit von 34 Mitgliedstaaten der Vereinten Nationen anerkannt. |
| Türkische Republik Nordzypern           | Zypernnord    | Zypernnord    | Die Türkische Republik Nordzypern, die 1983 ihre Unabhängigkeit erklärte, wird derzeit nur von einem Mitgliedstaat der Vereinten Nationen anerkannt – der Türkei. |
| Staat Palästina                         | Palstina      | Palstina      | Der Staat Palästina, der 1988 seine Unabhängigkeit von Israel erklärte, wird von 134 Mitgliedstaaten der Vereinten Nationen, dem Heiligen Stuhl und der Demokratischen Arabischen Republik Sahara anerkannt. |
| Pridnestrowische Moldauische Republik   | Transnistrien | Transnistrien | Die Pridnestrowische Moldauische Republik, die 1990 ihre Unabhängigkeit von der Moldauischen Sozialistischen Sowjetrepublik, der heutigen Republik Moldau, erklärte, wird derzeit von keinem Mitgliedstaat der Vereinten Nationen, jedoch von der Republik Abchasien, der Republik Arzach und der Republik Südossetien anerkannt. |
| Republik Südossetien                    | Sdossetien    | Sdossetien    | Die Republik Südossetien, die 1991 ihre Unabhängigkeit von Georgien erklärte, wird derzeit von vier Mitgliedstaaten der Vereinten Nationen sowie der Republik Abchasien, der Republik Arzach und der Pridnestrowischen Moldauischen Republik anerkannt. |
| Republik Abchasien                      | Abchasien     | Abchasien     | Die Republik Abchasien, die 1992 ihre Unabhängigkeit von Georgien erklärte, wird derzeit von vier Mitgliedstaaten der Vereinten Nationen sowie der Republik Arzach, der Republik Südossetien und der Pridnestrowischen Moldauischen Republik anerkannt. |
| Republik Somaliland                     | Somaliland    | Somaliland    | Die Republik Somaliland, die 1991 ihre Unabhängigkeit von der der Somalischen Republik, der heutigen Bundesrepublik Somalia, erklärte, wird von keinem Staat anerkannt. |
| Puntland                                | Puntland      | Puntland      | Puntland ist eine Region im nordöstlichen Teil der Bundesrepublik Somalia am Horn von Afrika, deren politische Führung im Verlauf des somalischen Bürgerkrieges 1998 einen autonomen Teilstaat mit der Hauptstadt Garoowe ausgerufen hat. National und international ist Puntland nicht anerkannt. |
| Republik Kosovo                         | Kosovo        | Kosovo        | Die Republik Kosovo, die 2008 ihre Unabhängigkeit von der Republik Serbien erklärte, wird derzeit von 117 Mitgliedstaaten der Vereinten Nationen sowie der Republik China, den Cookinseln und Niue anerkannt. |
| Islamisches Emirat Afghanistan          |               |               | Das Islamisches Emirat Afghanistan wurde erstmals 1996 von den im afghanischen Bürgerkrieg siegreichen Taliban ausgerufen und nur von Pakistan, Saudi-Arabien und den Vereinigten Arabischen Emiraten anerkannt. 2001 beendete eine international geführte Militärallianz die Herrschaft der Taliban. 2021 gelangten die Taliban erneut an die Macht und riefen wiederum das Islamisches Emirat Afghanistan aus, das von keinem Staat der Welt anerkannt wird. |

## Exilregierungen ohne eigenes Territorium
| Politische Einheit | Flagge | Wappen Siegel | Bemerkungen |
| ------------------ | ------ | ------------- | --- |
| Republik Arzach    | Arzach | Arzach        | Die Republik Arzach, die 1991 ihre Unabhängigkeit von der Republik Aserbaidschan erklärte, wurde von keinem Mitgliedstaat der Vereinten Nationen, jedoch von der Republik Abchasien, der Republik Südossetien und der Pridnestrowischen Moldauischen Republik, anerkannt. Allerdings behielt sich die Republik Armenien die Anerkennung der Unabhängigkeit ausdrücklich vor. Nach den kriegerischen Ereignissen im 2023 wurde zwar deren Auflösung bekanntgegeben; diese wurde später aber wieder zurückgenommen. |